# Kaisa Parviainen
Katri Vellamo « Kaisa » Parviainen (née le 3 décembre 1914 à Muuruvesi et décédée le 21 octobre 2002 à Rauma) est une athlète finlandaise spécialiste du lancer de javelot. Licenciée au Turun Urheiluliitto puis au Varku Urheilijat, elle mesure 1,64 m pour c. 55 kg.

## Carrière

### Palmarès
| Date | Compétition           | Lieu     | Résultat | Performance |
| ---- | --------------------- | -------- | -------- | ----------- |
| 1948 | Jeux olympiques d'été | Londres  | 2e       | 43,79 m     |
| 1952 | Jeux olympiques d'été | Helsinki | 16e      | 39,82 m     |

### Records
| Épreuve           | Performance | Lieu    | Date |
| ----------------- | ----------- | ------- | ---- |
| Lancer de javelot | 43,79 m     | Londres | 1948 |